# Evo zore, evo dana
Evo zore, evo dana (doslova Rozednívá se, začíná den) je chorvatská píseň z druhé světové války. Známá je také pod názvem Jure i Boban.
Vznikla v roce 1942 na melodii obrozenecké básně Petra Preradoviće Zora puca, bit će dana z roku 1844, jejíž text vyzýval k obnově chorvatského národního vědomí.[zdroj?]
Píseň pojednává o tzv. Černé legii, vedené Jurem Francetićem a Rafaelem Bobanem. Svolává všechny ustašovce do zbraně, přísahá věrnost tehdejšímu poglavniku Ante Pavelićovi a slibuje překročení řeky Driny a zapálení Srbska. V současné době existuje až několik desítek verzí textu, které jsou v různých částech Chorvatska různě populární. 
Autorem textu je Josip Križanac, původně lesní dělník a později voják v řadách ustašovské armády, který byl později zajat a zabit Titovými partyzány. Text písně byl publikován v roce 1942 v knize Crna Legija: odredi nepobjedive mladosti a byl zvláště populární mezi příslušníky ustašovského vojska, působícího v oblastech dnešní východní Bosny a Hercegoviny.
Během dramatických 90. let a Chorvatské války za nezávislost se píseň stala znovu populární. V dobách existence komunistické Jugoslávie, která přitom Ustašovské hnutí odsuzovala, bylo její zpívání zakázáno.[zdroj?] Moderně ji zpracoval i chorvatský zpěvák Marko Perković, či Dražen Zečić. 

## Text
- Evo zore, evo dana, Evo Jure i Bobana.
- Evo zore, evo tića, Evo Jure Francetića.
- Na vrh gore Romanije, Ustaški se barjak vije.
- Na barjaku sitno piše, Odmetnika nema više.
- Jure gazi Drinu vodu, I bori se za slobodu.
- On se bori za slobodu, Hrvatskome našem rodu.
- Evo zore, evo dana, Nema više partizana.
- Evo zore, evo tića, Evo Jure i Vokića.
- Evo zore, evo dana, Evo Jure i Bobana.
- Oni vode svoju bojnu, Njome biju tešku vojnu.
- Tvoja bojna brani Liku, Biser zemlje, našu diku.